# Église Saint-Gervais de Caux
L'église Saint-Gervais de Caux est une église catholique située à Caux, en France.

## Localisation
L'église est située dans le département français de l'Hérault, sur la commune de Caux.

## Historique
Les registres paroissiaux de Caux parvenus jusqu'à nous commencent en 1672. On peut y lire que l'église et son cimetière avaient jadis pour vocables saints Gervais et Protais.

## Protection
L'église fait l’objet d’un classement au titre des monuments historiques depuis le 10 octobre 1913.

## Galerie

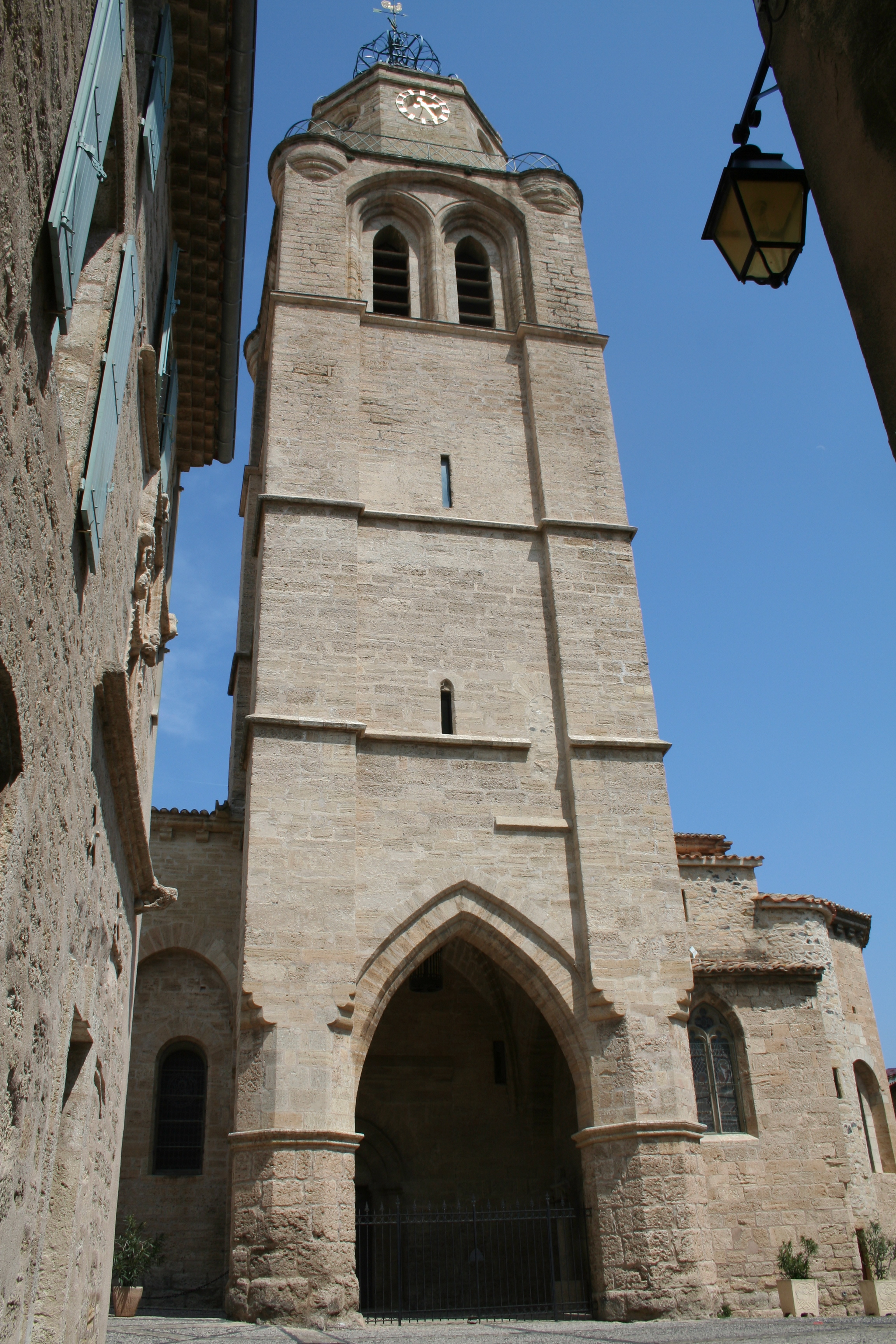
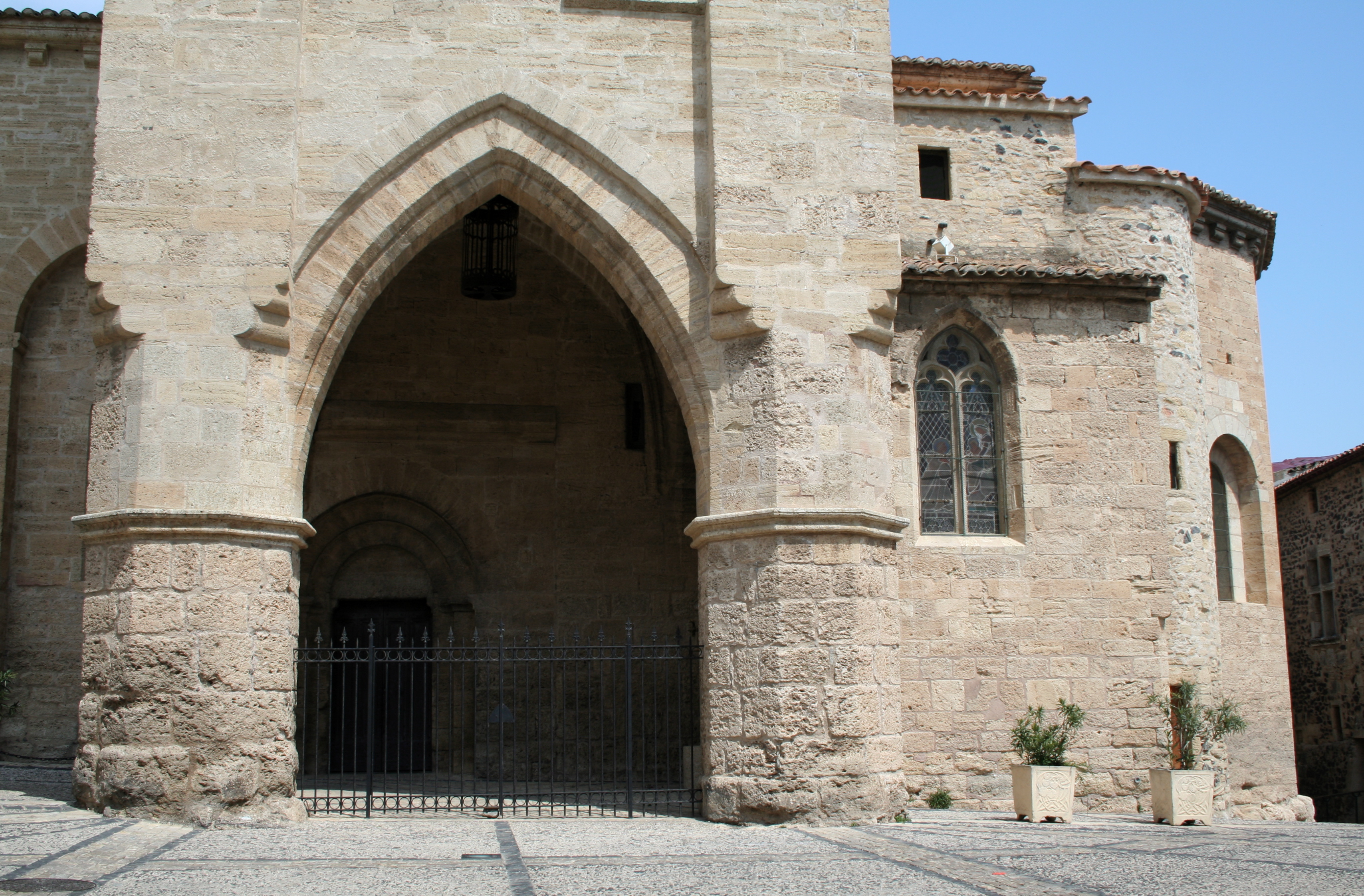